# سليمان داود الحزامي
سليمان الحزامي (1945 - 1 فبراير 2016) كاتب وناقد كويتي.

## عن حياته
ولد في حي شرق بالكويت عام 1945 م والتحق بمدرسة المرقاب حتى عام 1952 م تخرج في معهد المعلمين مدرسا لمادة الموسيقي للمرحلة الابتدائية عام 1971 م تخرج في معهد الدراسات المسرحية في الكويت عام 1968. عاد من إنجلترا عام 1975 بعد أن حصل على الليسانس في الادب الإنجليزي عمل موجها فنيا في وزارة التربية بالنشاط المدرسي في عام 1975، ثم رئيسا لقسم الإذاعة المدرسية، ثم مراقبا للنشاط المسرحي، ثم مراقبا للبعثات في عام 1982 حتى 1991، ثم مديرا للتنسيق والمتابعة للمعاهد الفنية بوزارة التربية والتعليم العالي معد ومقدم ومخرج في إذاعة دولة الكويت وقد اخرج مسلسلات درامية تمثيلية، كما كتب وقدم واخرج العديد من البراج الاذاعية مثل: أوائل الطلبة، ذكريات دبلوماسية، من روضة الشعر، شعر الصبايا، كما كتب المقالة النقدية في المسرح والاجتماع كما كتب القصة القصيرة أيضا. تُوفي في الأول من فبراير عام 2016 عن عُمر يُناهز السبعين عاماً.

## المسرحيات التي فازت
- فازت مسرحيته «يوم الطين» بجائزة وزارة الاعلام 1982 للعمل المسرحى.
- فازت مسرحيته «بداية النهاية» بجائزة الدولة التشجيعية للأدب 2001.
- عضو مسرح الخليج العربي وعضو رابطة الأدباء ورئيس اللجنة الثقافية بها.
- شارك في العديد من المهرجانات المسرحية.

## أعماله
- تنتمى مسرحياته إلى مسرح العبث والا معقول والبعض الآخر ينتمى إلى الشكل التاريخي مع الإسقاط على الحاضر وقد عرضت بعضها على مسارح الكويت
- من مؤلفاته المسرحية: مدينة بلا عقول، القادم، امرأة لا تريد ان تموت، يوم الطين، بداية البداية.
- ومن مؤلفاته القصصية: الاصابع تنمو من جديد، المحطة، رجل لايريد أن يكون بطلا، دقائق، الرجل الذي لا يقول، وقد نشرت هذه القصص القصيرة في مجلة البيان.

## وفاته
توفي في 1 فبراير 2016 عن عمر يناهز 71 سنة بعد صراع مع المرض.